# Magic: The Gathering Arena
Magic: The Gathering Arena è un videogioco di carte collezionabili multiplayer online pubblicato nel 2019 da Wizards of the Coast. 
Il gioco ha le stesse regole del più famoso Magic The Gathering, ma ha meno carte visto che sono presenti meno espansioni rispetto al gioco fisico. Il gioco è Free-to-play con microtransazioni al suo interno.

## Sviluppo
La closed beta è stata pubblicata il 4 dicembre 2017 con l'accesso limitato agli utenti invitati previa registrazione.
La beta pubblica è stata pubblicata il 27 settembre 2018 con vari set rimossi. 
Il gioco viene distribuito ufficialmente per Microsoft Windows il 26 settembre 2019 con il set Trono di Eldraine e altre carte dalle edizioni passate.
Il 16 gennaio 2020 è stato reso disponibile sullo store digitale di Epic Games.
Il 25 luglio 2020 è stato reso disponibile per MacOS, il 28 gennaio 2021 e per dispositivi mobili Android e a marzo per i dispositivi IOS.
Il 9 dicembre 2021 è stato introdotto il formato originale Alchemy
Il 23 maggio 2023 è stato reso disponibile su Steam.
Il 12 dicembre 2023 è stato introdotto il formato originale Timeless.

## Modalità di gioco
Lo scopo del gioco è vincere la partita riducendo a zero i punti vita dell'avversario, riducendo a zero le carte del mazzo dell'avversario o utilizzare delle carte con l'effetto "Vinci la partita" o "L'avversario perde la partita"; usando carte con costo in mana di diversi colori, gli stessi del gioco fisico Magic: l'Adunanza (rosso, blu, verde, bianco, nero).
l'utente può memorizzare fino a 100 mazzi, in alcuni formati anche da 250 carte.
Per comprare buste virtuali, contenenti 8 carte, ed accumulare carte da usare nei propri mazzi il giocatore può:
- Completare delle missioni assegnate dal gioco
- Far aumentare i propri Punti Maestria
- Accumulare una valuta interna al gioco
- Vincere partite in modalità draft
- Eseguire microtransazioni che forniscono la valuta del gioco.

## Formati
I formati si possono intendere come una forma di filtro per includere o escludere determinate regole, edizioni, quantità, limitare il mazzo a 40, 60 o fino a 250 carte ecc.
Constructed
- Standard: il classico formato cartaceo contemporaneo che si limita alle ultime edizioni di set pubblicati.
- Historic: esclusivo, creato per Arena, è un formato simile a modern ma circoscritto alle carte disponibili nel gioco.[5]
- Alchemy: esclusivo, in Arena vengono create carte digitali inedite e altre ribilanciate già pubblicate.[6]
- Explorer: un formato fedele alla versione da tavolo e senza rotazione con tutte le carte disponibili legali nel formato pioneer (2012) che compaiono su Arena.
- Timeless: è un formato costruito senza rotazione giocato con mazzi da 60 carte in cui ogni carta disponibile su  Arena è legale. Ciò include le carte solo digitali e qualsiasi futura uscita dei set. Utilizza le versioni ribilanciate di tutte le carte solo digitali, ma le stampe da tavolo originali di tutte le carte non digitali.[7]
- Brawl: è una modalità simile al formato commander è accettata solo una copia per carta, terre escluse, con il limite di 60 carte nel mazzo.

Limited
- Draft: Al giocatore vengono date tre buste, ognuna contenente 15 carte. Seduto a un tavolo virtuale con altri sette giocatori (o bot nel caso di Quick Draft), dovrà aprire una busta, selezionare una carta e passare le altre carte al giocatore più vicino alla sua sinistra. Iterativamente dovrà continuare a selezionare carte dalle buste che gli vengono passate fino a esaurire la prima busta. La procedura andrà ripetuta per la seconda busta in senso contrario, e per la terza nello stesso senso di rotazione della prima busta. A questo punto sta a lui creare un mazzo dalle carte selezionate (usando anche terre base a volontà) per sfidare gli altri giocatori che avranno un mazzo costruito allo stesso modo.
- Sealed: Molto simile alla modalità Draft, ma al posto di aprire 3 buste e passarle ad altri giocatori il gioco ne mette a disposizione 6, che il giocatore potrà usare liberamente senza il processo di draft con altri giocatori di un tavolo.[8] È possibile anche sfidare i propri amici tramite l'apposita sezione "Amici".

## Partite
- Incontro con bot: In questa modalità il giocatore può apprendere le basi del gioco, allenarsi o testare un nuovo mazzo di qualunque formato contro Sparky un'intelligenza artificiale comandata dal gioco. Sparky usa mazzi monocolore predefiniti.
- Gioca (amichevole): In questa modalità il giocatore può condurre partite, non classificate, online contro altri giocatori. La modalità è utile per testare nuovi mazzi contro altri giocatori reali.
- Gioco classificato: In questa modalità a ogni vittoria si accumulano punti, e se ne perdono ad ogni sconfitta. In questa modalità il giocatore affronta avversari con punti maestria simili ai suoi e dove può qualificarsi per tornei ufficiali.

## E-sport, scena competitiva
Dal maggio 2020 Wizards of The Coast mette a disposizione, all'interno del gioco, una modalità dalla durata di un paio di giorni, dove, vincendo il maggior numero possibile di duelli, è possibile vincere fino a 2000 dollari. La differenza con gli altri giochi di questo genere è che chiunque può partecipare a questi tornei, senza una fase di pre-selezione, ma soltanto con un prezzo di iscrizione basato sulla valuta interna del gioco.
Nel 2019, al PAX East si è tenuto il torneo ufficiale sponsorizzato da Wizards of the Coast con 1 milione di dollari come montepremi.